# Arbeiter-und-Bauern-Fakultät

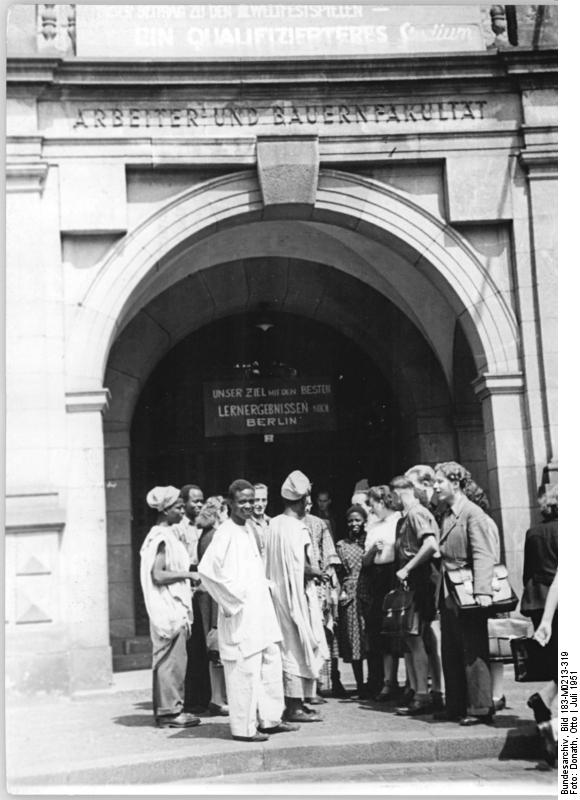
Studenten vor der Arbeiter- und Bauernfakultät der Universität Leipzig, 1951

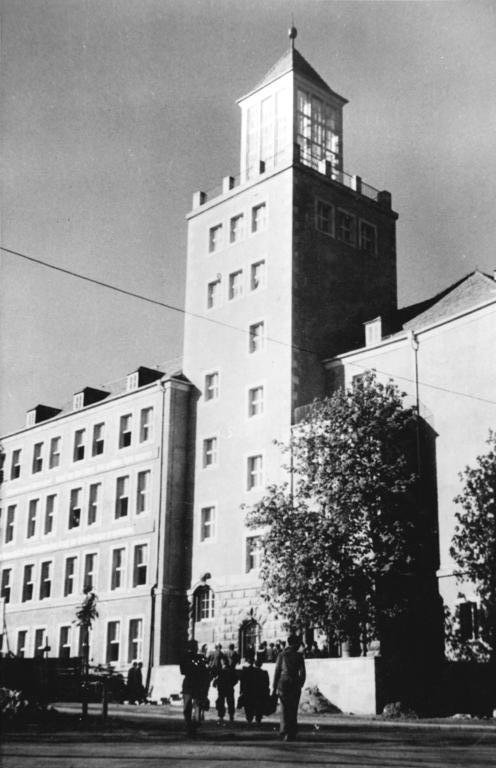
Gebäude der Arbeiter- und Bauernfakultät der Technischen Hochschule Dresden

Arbeiter-und-Bauern-Fakultäten (ABF) waren in der Deutschen Demokratischen Republik Institutionen an Universitäten und Hochschulen zur Vorbereitung junger Arbeiter und Bauern und deren Kindern auf ein Hochschulstudium; sie dienten der Brechung des Bildungsprivilegs. Auch Kinder von Angestellten und Handwerkern hatten in beschränktem Maße diesen Zugang zur höheren Bildung (Abitur). Die ABF entstanden 1949 aus den zuvor an den Universitäten der Sowjetischen Besatzungszone Deutschlands eingerichteten Vorstudienanstalten.

## Arbeiterstudium in der SBZ
Die Vorläufige Arbeitsordnung der Universitäten und Hochschulen der sowjetischen Besatzungszone Deutschlands vom 23. Mai 1949 erhob die 1946 gegründeten Vorstudienanstalten, aus denen später die Vorstudienabteilungen hervorgegangen waren, in den Rang von Fakultäten. Die Hörer dieser als Arbeiter-und-Bauern-Fakultäten bezeichneten Einrichtungen wurden mit diesem Schritt formalrechtlich den ordentlich immatrikulierten Studenten der Hochschulen gleichgestellt. Zu ordentlichen Studenten wurden damit diejenigen erklärt, die durch einen Abschluss an der Arbeiter-und-Bauern-Fakultät zunächst das Recht hatten erwerben sollen, eine Ausbildung an einer Hochschule bzw. Universität beginnen zu können.
Auch die Dozenten der Arbeiter-und-Bauern-Fakultäten wurden rechtlich den Dozenten der Hochschulen und Universitäten gleichgestellt. Weiterhin erhielt der Direktor der Arbeiter-und-Bauern-Fakultät – gleich den Dekanen der Fakultäten – Sitz und Stimme im Universitätssenat. Dem Leiter der Vorstudienabteilung war dieses Recht nur in Fragen des Arbeiterstudiums eingeräumt worden.

## Arbeiterstudium in der DDR
Im Wintersemester 1949/50 richteten die Universitäten in Berlin, Greifswald, Halle-Wittenberg, Jena, Leipzig und Rostock sowie die Technische Hochschule Dresden, die Bergakademie Freiberg und die Brandenburgische Landeshochschule Potsdam Arbeiter-und-Bauern-Fakultäten ein. Weitere ABF gab es u. a. an der Hochschule für Architektur und Bauwesen Weimar und für bildende Kunst ab 1952 an der Hochschule für Bildende Künste Dresden.
Die Studiendauer an den ABF, d. h. die Vorbereitungszeit auf das eigentliche Studium, betrug zwei bis drei Jahre und endete mit dem Erwerb des Abiturs.
1962 gab es noch 10 ABF mit 3.340 Studierenden, von denen 2.540 Arbeiter- und Bauernkinder waren. Von 1951 bis 1963 gelangten 33.729 Absolventen der ABF zum Hochschulstudium.
1963 wurden die ABF mit Ausnahme derjenigen in Halle (Saale) und Freiberg aufgelöst. 
Wesentlich später (um 1983) wurden Vorkurse speziell für Facharbeiter an Hochschulen und Universitäten der DDR eingerichtet, die befähigten Facharbeitern die Möglichkeit boten, eine fachgebundene Hochschulreife direkt an der Hochschule zu erwerben und anschließend dort auch zu studieren. Der Vorkurs für junge Facharbeiter  dauerte ein Jahr.

## Auslandsstudium
In Halle (Saale) existierte außerdem die spezielle ABF II als Einrichtung der Martin-Luther-Universität. Sie erhielt 1969 die Zusatzbezeichnung Institut zur Vorbereitung auf das Auslandsstudium (IVA) und unterrichtete von 1954 bis 1991 delegierte Schüler aus der gesamten DDR. Diese wurden in Ein- oder Zweijahreskursen sprachlich, fachlich, ideologisch und landeskundlich auf ein Hochschulstudium im sozialistischen Ausland (insbesondere in der Sowjetunion) vorbereitet. Sie legten zeitweilig das Abitur neben den üblichen Fächern in der Sprache des künftigen Studienlandes ab. Nach Zusammenlegung beider Arbeiter-und-Bauern-Fakultäten 1966 in Halle zur ABF Walter Ulbricht diente die Institution nur noch der Vorbereitung auf das Auslandsstudium.
Die Heimatstaaten erkannten den jeweiligen Abschluss im Gastland (z. B. das Diplom oder den Magister) an. 
Ab 1990 wurden die Auslandsstudenten aus der DDR organisatorisch der Hochschule für Ökonomie „Bruno Leuschner“ Berlin zugeordnet. Diese Hochschule betreute auch schon vor der politischen Wende Auslandsstudierende in sozialen Fragen wie auch in der Organisation so genannter Leistungsstipendien, die bei Bewilligung einmal pro Jahr in Mark der DDR in drei Abstufungen gezahlt wurden. Auf Antrag bestätigte die letzte DDR-Regierung und nach der deutschen Wiedervereinigung auch das jeweils zuständige Landesministerium die Anerkennung des Abschlusses.

## Absolventen
Im Zeitraum 1951 bis 1963 zählten die Arbeiter-und-Bauern-Fakultäten mehr als 30.000 Absolventen. Zu diesen gehörten der Schriftsteller Hermann Kant und der Schauspieler Peter Sodann, die Historiker Laurenz Demps und Hans Schleier sowie der Entomologe Fritz Hieke. Kants Roman Die Aula thematisiert das Schicksal von Absolventen der Arbeiter-und-Bauern-Fakultät in Greifswald.